# Tsubasa Ozora
Pour les articles homonymes, voir Tsubasa.
 (octobre 2020).
Tsubasa Ozora (大空 翼, Ōzora Tsubasa) est un personnage du manga japonais Captain Tsubasa (キャプテン翼), rebaptisé Olivier Atton dans la version française du dessin animé.
Principal protagoniste de la série dont il est l'éponyme, il est celui dont l'histoire est décrite dans l'œuvre du mangaka Yōichi Takahashi. 
Le personnage est inspiré du joueur Musashi Mizushima, mais  Yōichi Takahashi cite également Kazuyoshi Miura.

## Caractère et histoire
Tsubasa est un passionné de football, s'étant attaché dès son plus jeune âge à son ballon, après qu'il l'ait protégé d'un accident de la route. Depuis ce jour, il ne s'en sépare plus, prenant chaque occasion de déplacement pour dribbler avec. 
Son arrivée dans la ville de Nankatsu provoquera sa rencontre avec le gardien et capitaine du club de Shûtetsu (San Francis dans la version française), représentant de l'école primaire privée du même nom : Genzö Wakabayashi (Thomas Price), ainsi celle de Ryô Ishizaki (Bruce Harper), joueur présenté comme peu talentueux du club de l'école publique de la ville, rivale historique mais ne faisant jamais le poids. 
Soucieux de se mesurer à Genzô Wakabayashi, réputé infranchissable et ayant remporté le championnat des primaires sans encaisser le moindre but avec l'équipe de Shûtetsu, il lui lancera un défi à l'issue duquel il fera la démonstration de son talent et son potentiel. Cela ne manquera pas d'impressionner celui qui deviendra son mentor, l'ancien international Brésilien Roberto Hongô (Roberto Sedinho), présent par hasard sur les lieux. Ce dernier prit sa retraite à la suite d'un décollement de la rétine, et vint au Japon sur les recommandations du père de Tsubasa. 
Il s'engage alors dans l'équipe de l'école publique de Nankatsu, auprès de Ryô Ishizaki, de manière à affronter Genzô Wakabayashi lors du match de la 26e édition de la traditionnelle fête sportive opposant les deux écoles de la ville. L'équipe de Tsubasa sera entraînée par Roberto Hongô, et, portée par le héros de l'histoire, elle parviendra à arracher le match nul contre une équipe de Shûtetsu qui avait l'habitude de toujours gagner par 30 buts d'écart (2-2). Après le match contre Shûtetsu, Tsubasa apprend par Genzô le départ à la retraite de Roberto. 
Roberto Hongô, enthousiasmé par le génie que le jeune joueur a démontré lors de cette confrontation, émit alors le souhait de l'emmener avec lui au Brésil, pour le former à devenir le meilleur joueur du monde. La condition pour cela était, pour Tsubasa, de remporter le championnat national des écoles. 
Le jeune garçon s'engagera dans cette compétition au sein d'une nouvelle équipe, issue de la fusion des clubs de toutes les écoles de la ville, la Nankatsu SC (New Team, dans la version française). Aux côtés d'anciens joueurs de Shûtetsu, dont Genzô Wakabayashi, ainsi que de son acolyte du "Golden duo", Tarô Misaki (Ben Becker), rencontré lors du match de la fête sportive de Nankatsu, il parvient à faire gagner tous les matchs de son équipe durant le tournoi régional, pour permettre à la Nankatsu SC de représenter Shizuoka durant le championnat national. Durant le premier tour, Tsubasa connaît sa première défaite face au Meiwa FC de son nouveau rival, Kojirō Hyūga (Mark Landers), sur le score de 6 à 7. Son équipe enchaîne ensuite les victoires, jusqu'à la demi-finale face au Musashi FC de Jun Misugi. Avant le match, son amie d'enfance, Yayoï, lui apprend que Jun souffre d'une maladie cardiaque. Pendant la partie, se sentant inférieur à Misugi sur tous les points, il perd sa combativité et son moral. Mais Genzô, Jun, Yayoï, Tarô et ses équipiers vont l'aider à reprendre confiance en lui, et malgré un match difficile sous une pluie battante, il permet à  Nankatsu de gagner 5-4 face à Musashi. Il remportera le titre national, en prenant sa revanche en finale face au Meiwa FC de Kojirō Hyūga (4-2, après prolongations), et finit meilleur buteur du championnat national avec 31 buts inscrits. Mais il ne s'envolera pas pour le Brésil pour autant, Roberto Hongô ayant eu des scrupules à séparer un si jeune fils unique de sa famille, et décidant alors de s'effacer juste après la finale du championnat. Il lui laissera néanmoins un carnet de notes, dans lequel il lui distillera plusieurs conseils, notamment son repositionnement en milieu de terrain plutôt qu'attaquant, et lui apprendra des techniques de tir, dont celui de "la feuille morte" (Drive Shoot), qui sera le point de départ à la construction de sa panoplie, dans laquelle on comptera notamment "la Feuille Morte Voletante" (Flying Drive Shoot), ou le Skywing Shoot et le Skydive Shoot qu'il utilisera beaucoup plus rarement. 
Cette volte-face ne brise pourtant pas ses rêves de départ pour le Brésil, qu'il considère comme étant la patrie du football. Auréolé de son premier titre national acquis en école primaire, il rejoint alors le collège de Nankatsu et remporta trois fois de suite le championnat national des collèges. Il assied ainsi son statut de numéro un au Japon en s'illustrant comme un joueur aux qualités techniques (il assimile les techniques de ses adversaires après une simple observation), doté d'une excellente frappe de balle, très rapide, possédant une bonne vision du jeu et s'avérant être un très bon meneur. 
Ayant remporté tous les défis que pouvait lui présenter son pays natal, il part finalement pour le Brésil, et joue au São Paulo FC. Il rejoindra ensuite l'Europe après plusieurs saisons, s'engageant avec le FC Barcelone où, juste après avoir signé son contrat, il rencontre 3 joueurs de l'équipe première (qui s’entraînent avec l'équipe B car ils ont été blessés la saison passée). Il décide de relever leur défi et le remporte contre ces joueurs expérimentés en marquant d'un superbe retourné acrobatique (Overhead Shoot ou Overhead Kick) dont il a le secret. Durant les entraînements, il est placé dans l'équipe réserve, puis dans l'équipe première, où l'entraîneur du club, M. Édouard, le fait jouer à différents postes, notamment en attaque où il forme un duo redoutable avec Rivaul. Cependant, le coach décide de le placer dans l'équipe B, lui demandant de marquer 10 buts et faire 10 passes décisives en une saison, qu'il réussit à accomplir en deux matchs. M. Édouard le convoque finalement dans l'équipe première pour le match contre Valence, menée par Carlos Santana, puis le fait entrer pour remplacer son rival brésilien, blessé à la jambe pendant le match. Grâce à lui, le Barça bat Valence 3-2, et l'Atlético de Madrid mené par Fersio Torres (inspiré de Fernando Torres) 2-1 (note : dans ce match, Rivaul a dû rentrer pour aider Tsubasa à inscrire les deux buts). Il vaincra ensuite le Real Madrid 6-5. 
Devenu international japonais, il retrouve ses partenaires et adversaires d'antan comme Genzô Wakabayashi (Thomas Price) ou Kojiro Hyuga (Mark Landers), son grand rival japonais. Il forme à nouveau en équipe nationale la "Paire en or" ou "Golden duo" du Nankatsu SC, avec son meilleur ami Tarô Misaki (Ben Becker). 
Côté vie personnelle, on a longtemps cru Tsubasa insensible à la chef des supporters, Sanae Nakasawa (Patty). Finalement, le jeune homme lui révélera ses sentiments avant de partir au Brésil. Plus tard, après la coupe du monde U20 (World Youth), il demandera cette dernière en mariage à 18 ans. Elle partira avec lui en Espagne et lui annoncera un heureux événement. 
Il ne rejoindra pas l'équipe nippone pour les qualifications d'Asie pour les JO car il croit en eux et est sûr qu'ils arriveront à se qualifier sans lui. Cependant, il sera là pour les JO de Madrid.

## Surnom
- Le Petit Prodige du Ballon Rond
- Le surdoué du foot
- Le phénix
- Le kamikaze

## Clubs, équipes nationales et numéros
En club
- Nankatsu : no 10 (capitaine)
- Nankatsu SC : no 10 (capitaine)
- São Paulo FC : no 37 puis no 10  (capitaine)
- FC Barcelone : no 28

En équipe nationale
- Japon U16 : no 10 (capitaine)
- Japon U19 : no 10 (capitaine)
- Japon : no 10 (capitaine)

## Titres
En club
- Vainqueur du championnat National Benjamin
- Vainqueur du championnat National des Collèges (1er, 2e et 3e année)
- Champion du Brésil
- Championnat d'Espagne

En équipe nationale
- Vainqueur du tournoi International U16 en France
- Vainqueur du Championnat d'Asie des Nations U19
- Vainqueur de la Coupe du monde U20 au Japon.

## Mentor
- Roberto Hongô (Roberto Sedinho en version française)
- Radunga

## Tirs
- Drive Shoot (Tir Feuille Morte)
- Flying Drive Shoot (Tir de la feuille morte voletante)
- Overhead Shoot
- Skywing Shoot
- Skydive Shoot

## Techniques utilisées
- Artist Dribble
- Aurora Curtain
- Aurora Feint
- Back Spin Pass
- Banana Shoot (CT Mega CD)
- Boost Cyclone Shoot (CT5)
- Chokkaku Feint
- Clip Jumpinp Dribble
- Clip Tackle
- Contre avec poteau
- Contre de tir
- Counter Arrow Shoot
- Counter Shoot
- Cyclone Shoot (CT2-3-4-5)
- Double Bloc des pieds
- Double Block (avec Ishizaki)
- Drive Overhead Shoot
- Drive Pass
- Drive Shoot
- Drive Fire Twin Shoot (avec Schneider CT3)
- Drive Tiger Twin Shoot (avec Hyûga)
- Eagle Shot
- Feinte de Faute
- Flic-Flac et frappe du talon
- Flying Drive Pass
- Flying Drive Shoot
- Ganmen Block
- Golden Combi (avec Misaki)
- Golden Combi System (avec Rivaul)
- Golden Push (avec Misaki)
- Golden Trio (avec Misaki et Aoi)
- Green Cut Pass
- Heel Lift
- Lift+Overhead Kick
- Lifting Dribble
- Loop Shoot
- Miracle Drive Shoot
- Neo Cyclone Shoot (CT3-4)
- Overhead Kick
- Perfect Shoot (avec Misaki)
- Phénix Shoot (Reverse Dragon Shoot x2)
- Raiju Shoot Aérien (avec Hyûga)
- Rivaul Turn
- Rolling Overhead Kick
- Rondade+Flic-Flac+Overhead Kick
- Sankakugeri
- Santana Turn
- Senkô Raiju Shoot (avec Hyûga et Misaki)
- Sky Dive Shoot
- SkyLab Hurricane (avec Jitô)
- Sky Wing Shoot
- Slider Shoot
- Subayai Feint (CT Mega CD)
- Submarine Defense
- Tacle contre, en piège
- Tandem d’Or de São Paulo (avec Pepe)
- Throw-In with Flic-Flac
- Tir avec appui sur poteau
- Tir sur poteau puis Bicyclette
- Twin Overhead Shoot (avec Misaki ou Gonzales)
- Twin Shoot (avec Aoi)
- Twin Shoot (avec Misaki)
- Twin Tackle (avec Hyûga CT3)
- Ultra Big Triangle Pass